# مجید حبیبی
مجید حبیبی (زاده ۹ دی ۱۳۶۰ در تهران) و اصالتا اهل سنندج ،صداپیشه و مدیر دوبلاژ ایرانی است. او بیشتر بخاطر صداپیشگی و دوبلاژ برای فیلم‌ها، پویانمایی‌ها، مستندها، بازی‌های ویدئویی، پیش‌پرده فیلم‌ها، برنامه‌ها و تبلیغات تلویزیونی و رادیویی، درام‌های رادیویی، نمایش‌های عروسکی و کتاب‌های صوتی شناخته شده‌ است. حبیبی در تیرماه ۱۴۰۲ از دوبلاژ فیلم و انیمیشن خداحافظی کرد.
شروع شهرت او در سال ۱۳۸۵ و بخاطر دوبلاژ کاراکتر اوتیس در انیمیشن رئیس مزرعه (فیلم ۲۰۰۶) بود که در ایران و در شبکه نمایش خانگی با استقبال بی‌سابقه ای روبرو شد اما صدا و سیما از پخش آن در شبکه‌های خود به علت نمایش پستان گاوها در این انیمیشن جلوگیری کرد. از دیگر آثاری که در دوبلاژ با صدای مجید حبیبی شهرت زیادی در میان مردم پیدا کردند ابر ذهن است که در ایران با عنوان کله کدو معروف شد که پخش این انیمیشن نیز توسط صدا و سیما به علت نماد شیطان‌پرستی و فرهنگ آمریکایی ممنوع شد اما در شبکه نمایش خانگی با استقبال بی‌سابقه‌ای روبرو شد و جایزه بهترین صداپیشه مرد در دومین جشنواره دوبلاژ را برای او به همراه داشت، همین‌طور صداپیشگی به جای کاراکتر لایتنینگ مک‌کوئین در انیمیشن ماشین‌ها (دوبلاژ گلوری اینترتیمنت) پخش شده به عنوان اولین فیلم نوروزی در برنامه سینما یک در روز اول فروردین ۱۳۸۶ از جمله دیگر آثاری است که در دوبلاژ انیمیشن در ایران بازخورد وسیعی داشت و ماهنامه فیلم (نشریه) هم در شماره ۳۶۱ خود در مقاله‌ای تحت عنوان بررسی دوبله فیلم‌های نوروزی تلویزیون به ستایش این دوبله که توسط صداپیشههای جوان انجمن گویندگان جوان دوبله شده بود به خصوص مدیر دوبلاژ آن محمدرضا صولتی و مجید حبیبی صداپیشه لایتنینگ مک‌کوئین در کنار صداپیشههای با سابقه واحد دوبلاژ صدا و سیما پرداخت و بالاخره معروف‌ترین اثر وی به ذم کارشناسان در دوبلاژ انیمیشن بچه رئیس (فیلم ۲۰۱۷) است. از دلایل مهم تفاوت و برجستگی دوبله‌های مجید حبیبی از جمله در انیمیشن بچه خان یا همان بچه رئیس و سایر آثار او در دوبلاژ طنازی و شیوه خاص دیالوگ نویسی وی برای کاراکترهایی است که دوبله آنها را بر عهده داشته، اینکه صدای او ویژگی‌های متمایز کننده‌ای را داراست و در مخاطب جلب توجه زیادی می‌کند دلیل شناخته شدن وی و آثارش نیست و نه حتی مهارت‌ها و تکنیک‌هایی که در صداپیشگی دارد، صداهایی به مراتب خاص و جذاب‌تر از او در دنیای صداپیشگی و دوبلاژ وجود دارند اما دلیل استقبال از آثار مجید حبیبی در بین نسخه‌های مختلف دوبلاژ طنزپردازی خاص اوست
یکی دیگر از نقش‌هایی که مجید حبیبی در صداپیشگی آن بسیار موفق ظاهر شد کاراکتر مندی یا ماموت در سری عصریخبندان ۲ تا ۴ است که برای عصر یخبندان ۴ جدا از کاندید شدن برای بهترین مدیر دوبلاژ در سومین جشنواره دوبلاژ جایزه بهترین صداپیشه مرد را دریافت کرد. ابوالحسن تهامی‌نژاد در شماره ۳۵۷ ماهنامه فیلم (نشریه) دربارهٔ صداپیشگی وی در عصریخبندان ۲ می‌نویسد: مجید حبیبی صداپیشه مندی با تقلید مضاعف از ایرج دوستدار، صداپیشه جان وین و چنگیز جلیلوند، صداپیشه ناصر ملک‌مطیعی مندی را دوبله کرده اما هیچگاه مشمئز کننده نمی‌شود و فراز و فرودها و ابراز عشق به جنس مخالف و بازی‌ها را یکدست و شنیدنی درآورده است، همین‌طور صدابرداری عالی او که در آن عیبی نیافتم و ستودنی است. (صدابردار عصریخبندان ۲ نیز مجید حبیبی بوده)
از جمله آثار شاخص دیگر او شاهزاده زوکو در آواتار: آخرین بادافزار، خرگوش در زندگی پنهان حیوانات خانگی، ارباب شن در پاندای کونگ‌فوکار ۲، رائول در 
هیولایی در پاریس.
حبیبی با مدرک کارشناسی مدیریت فرهنگی از دانشگاه سوره فارغ‌التحصیل شده‌است.

## زندگی‌نامه
وی از سنین کودکی با علاقه بسیاری شروع به فراگیری هنرهای رزمی از جمله جودو، کیوکشین کاراته، کشتی کج و وادوریو کاراته کرد و پس از آن در جوانی و پس از آشنایی با هنر رزمی ووشو شروع به تمرین زیر نظر مربیان این رشته، مسعود جعفری و محمد پور غلامی نژاد کرد. به دلیل تمایل شدید به این رشته هنری رزمی، سال‌ها با جدیت به تمارین خود ادامه داد و در نهایت موفق به کسب دو مقام نایب قهرمانی و قهرمانی کشوری در این رشته شد. او همچنین به عنوان مربی و داور رسمی فدراسیون ورزش‌های رزمی در رشته ووشو تا پیش از شروع حرفه صداپیشگی فعال بوده‌است.
در اوایل دهه سی زندگی، پس از آسیب‌های جدی در ناحیه کمر و زانو مجبور به کناره‌گیری از ورزش مورد علاقه خود می‌شود و با توجه به علاقه و استعدادی که از نوجوانی به هنر صداپیشگی و بازیگری با صدا داشته موفق می‌شود همزمان با دست و پنجه نرم کردن با این رویداد ناخوشایند ورزشی به دنیای صدا قدم بگذارد و خودش اذعان داشته که این اتفاقات و همزمانی آنها دست لطف و تقدیر الهی بوده است
وی فعالیت صداپیشگی را همزمان در انجمن گویندگان جوان (گلوری سابق) و استودیو قرن ۲۱ آغاز کرد و پس از دو سال به صورت مستقل همکاری خود را با استودیوها، موسسات فرهنگی هنری، آژانس‌های تبلیغاتی و صدا و سیما شروع نمود.
از سال ۱۳۹۰ به عنوان رئیس شورای سیاستگذاری واحد گویندگی و دوبلاژ انجمن هنرمندان و کارگروه نخبگان فرهنگستان هنر انتخاب شد.

## صداپیشگی در دوبلاژ
| عنوان فیلم اخرین سفر چارلی     | کاراکتر سگ                  | توضیحات دوبله شده در گلوری |
| ------------------------------ | --------------------------- | --- |
| آرکین (مجموعه تلویزیونی)       | سیلکو                       | دوبله شده در موسسه سورن وی اچ اس |
| بچه رئیس: کسب‌وکار خانوادگی     | تد تمپلتون                  | دوبله شده در موسسه سورن وی اچ اس با عنوان بچه خان 2، ماموریت بچه خانم |
| جاسوسان نامحسوس                | لنس استرلینگ                | دوبله شده در موسسه فرهنگی هنری سورن با عنوان « بالاتر از کفتر » |
| رایا و آخرین اژدها             | رئیس بنجا (پدر رایا)        | دوبله شده در موسسه فرهنگی هنری سورن |
| شیرشاه (فیلم ۲۰۱۹)             | موفاسا                      | دوبله شده در استودیو نماهنگ |
| زندگی پنهان حیوانات خانگی ۲    | خرگوش                       | در ایران و موسسه فرهنگی هنری سورن این انیمیشن با عنوان دو سگ و دو روز دوبله شده‌است                                                                                          |
| فیلم پرندگان خشمگین ۲          | پهلوان عقاب                 | دوبله شده در موسسه فرهنگی هنری سورن |
| زندگی پنهان حیوانات خانگی      | خرگوش                       | در ایران و موسسه فرهنگی هنری سورن این انیمیشن با عنوان دو سگ و یک روز دوبله شده‌است                                                                                          |
| بچه رئیس (فیلم ۲۰۱۷)           | تد تمپلتون                  | در ایران با عنوان بچه خان |
| ماشین‌ها ۳                      | لایتنینگ مک‌کوئین و اسموکی   | دوبله شده در موسسه فرهنگی هنری سورن |
| رچت و کلنک (فیلم)              | کاپتان کوآرک                | دوبله شده در موسسه فرهنگی هنری سورن |
| کتاب جنگل (فیلم ۲۰۱۶)          | شیر خان                     | دوبله شده در گروه دوبلاژ آواژه |
| فیلم پرندگان خشمگین            | پهلوان عقاب                 | دوبله شده در موسسه فرهنگی هنری سورن |
| تاپ کت                         | تاپ کت (داش پیشی)           | دوبلاژ این انیمیشن در ایران با عنوان داش پیشی و رفقا صورت گرفته‌است |
| ریو (فیلم ۲۰۱۱)                | مارسل                       | |
| پاندای کونگ‌فوکار ۲             | ارباب شن                    | دوبله شده در استودیو کوالیما |
| هیولایی در پاریس               | رائول                       | دوبله شده در آواژه |
| هابیت (مجموعه‌فیلم)             | تورین سپر بلوط              | |
| چگونه اژدهای خود را تربیت کنیم | گابر                        | دوبله شده در گروه دوبلاژ آواژه |
| ابر ذهن                        | ابر ذهن                     | دوبله کوالیما؛ در ایران با عنوان کله کدو |
| شرک در هالووین                 | شرک                         | دوبله شده در استودیوکوالیما |
| رئیس مزرعه ۳                   | اوتیس                       | |
| هیولاها علیه بیگانگان          | ژنرال                       | |
| ماشین‌ها (انیمیشن)              | لایتنینگ مک‌کوئین            | دوبله شده در گلوری |
| عصر یخبندان                    | مندی                        | در قسمت‌های ۲ - ۳ - ۳٫۵–۴، قسمت دوم در گلوری (انجمن گویندگان جوان)، قسمت سوم دوبلاژ صدای ایرانیان، قسمت ۳٫۵ از مؤسسه هنرنمای پارسیان و عصریخبندان ۴ از شبکه پویای صدا و سیما |
| بازگشت سوپرمن (فیلم)           | سوپرمن                      | |
| یک پوینده تاریک (فیلم)         |                             | صداپیشه کیانو ریوز و وودی هارلسون، در ایران با عنوان کاوشگر تاریکی معروف است                                                                                                |
| رئیس مزرعه                     | اوتیس                       | دوبله شده در گلوری |
| طعمه کوسه                      | تروی                        | |
| فصل شکار                       | شاو                         | |
| خانه هیولا                     | بونس                        | دوبله شده در گلوری |
| نهان (فیلم)                    |                             | در ایران با عنوان جنگنده نامرئی دوبله شد. مجید حبیبی صداپیشه جیمی فاکس و مدیر دوبلاژ این فیلم بود                                                                           |
| دوما (فیلم)                    |                             | |
| مبارز خیابانی آلفا: نسل‌ها      | آکوما (گوکی در ژاپن)        | |
| آواتار: آخرین بادافزار         | شاهزاده زوکو و پادشاه اوزای | دوبله شده در تصویر دنیای هنر |
| داستان کوسه                    | فرانکی                      | |
| افسانه السید (انیمیشن)         | السید                       | |
| تارزان (فیلم ۱۹۹۹)             | تارزان                      | |
| محمد فرستاده خدا               | شیطان و خالد بن ولید        | |

## مدیریت دوبلاژ

### شایعه توقیف عصر یخبندان۴
در سال ۱۳۹۱ مجید حبیبی از بهمن مفید بازیگر سینما و تئاتر که بعد از انقلاب ممنوع‌الکار شد برای دوبلاژ انیمیشن عصر یخبندان۴: شکاف قاره‌ها برای صدابازیگری کاراکتر گات دعوت به عمل آورد و با همکاری بیش از ۲۰ نفر از افراد حرفه ای دیگر از جمله محمدرضا علیمردانی، نیما رئیسی، هومن حاجی‌عبداللهی، امیر غفارمنش و اشکان صادقی در این حوزه و صرف یک ماه زمان این انیمیشن را دوبله کرد اما این نسخه دوبلاژ از سوی وزارت ارشاد به علت آنچه نشر فرهنگ پیش از انقلاب بیان شد اجازه پخش پیدا نکرد اما سرانجام بعد از حدود شش ماه حق پخش دوبلاژ توسط شبکه پویای صدا و سیما جهت پخش در چهارشنبه سوری سال ۱۳۹۱ خریداری شد و با سانسور برخی آوازها و دیالوگ‌ها پخش گردید و در نوروز ۱۳۹۲ به عنوان پرمخاطب‌ترین انیمیشن دوبله شده توسط مخاطبان این شبکه انتخاب شد.
در یادداشت مفصلی که در سایت رسمی و صفحه اینستاگرام مجید حبیبی در خصوص شایعات بر سر دوبلاژ عصر یخبندان با حضور بهمن مفید منتشر شده، توقیف این نسخه دوبلاژ توسط وزارت ارشاد تنها شایعه ای بوده که از طرف رقبا جهت عدم پخش این نسخه اعلام شده. وزارت ارشاد در مراجعه حضوری از وی تنها اعمال اصلاحاتی را در خصوص برخی دیالوگ‌ها که توسط مجید حبیبی به جای کاراکتر مندی و بهمن مفید به جای کاراکتر گات با الحان لوطی و لاتی گفته شده خواستار شده اما به علت پخش وسیع شایعات مبنی بر ممنوعیت صدای بهمن مفید مانند ممنوعیت تصویر وی مؤسسه پخش کننده (هنرنمای پارسیان) ریسک اصلاح و ارسال مجدد دوبله را نکرده و شبانه ظرف دو ساعت دوبله ای دیگر را آماده و مجوز پخش می‌گیرد.
گفتنی است این نسخه دوبلاژ در همان سال و پس از آن به صورت غیرقانونی و بدون کسب اجازه از مدیر دوبلاژ اثر به صورت مکرر از شبکه جم نیز پخش گردید و علی‌رغم اعتراض‌های تهیه‌کننده (مجید حبیبی) پخش آن متوقف نگردید و چندین ماه ادامه یافت. شبکه جم در ازای پرداخت وجه برای این عنوان و همکاری جهت دوبلاژ عناوین دیگر به وی پیشنهاد می‌دهد و دعوت به همکاری در خارج از کشور می‌کند اما با مخالفت حبیبی همراه می‌شود.
بهمن مفید در این کار به جای یکی از نقش‌های اصلی با نام کاپیتان گات که میمونی عظیم‌الجثه و میانسال است حرف زده‌است. گات رهبری یک گروه یاغی را در کشتی خودش بر عهده دارد و در واقع یک دزد دریایی خشن و منفی است.انتخاب مفید برای این نقش هوشمندانه است. در وهله اول جنس صدای بم خشدار پا به سن گذاشته مفید برای این کاراکتر سالخورده مناسب است. مفید با لحنی یله و رها جای گات حرف زده‌است که این مولفه با فرم لب و دهان گشاد و دندانهای یک در میان درشت میمون مطابقت دارد. بهره وسیع از تکیه کلامهای لمپنی در دیالوگهای میمون دیده می‌شود که مفید به دلیل پیشینه بازیگریش در سینمای قبل از انقلاب تمامی آنها را با تسلط کامل می‌گوید. البته این دوبله به علت شایعه اشاعه فرهنگ لمپنیسم مجوز پخش از رسانه‌ها را نمی‌گیرد ولی در پایان همان سال از طریق شبکه پویا در شب چهارشنبه سوری پخش می‌شود و با استقبال مخاطب چندین بار در ایام نوروز ۱۳۹۲ باز پخش می‌گردد.
شایعه ممنوعیت صدای بهمن مفید را آن زمان گروه‌های رقیب در دوبلاژ شکل دادند تا بدینوسیله بتوانند نسخه دوبلاژ خود را راحتتر وارد شبکه نمایش خانگی کنند و مانع پخش این نسخه شوند که با مراجعه مدیر دوبلاژ اثر به وزارت ارشاد مشخص می‌شود شورای بازبینی تنها خواستار اصلاح چند جمله شده بودند و نه توقیف اثر. اما بر اثر فضای سنگین و مسموم شایعات ایجاد شده، مؤسسه سفارش دهنده از واهمه عدم پخش اثر کار را به گروه دیگری می‌سپارد که ظرف دو ساعت شبانه دوبله و صبح راهی بازار کنند. نسخه اصلی نیز که عوامل یک ماه صرف ترجمه، دیالوگ نویسی، ضبط صدای صداپیشه‌ها، آهنگسازی و همین‌طور طراحی صدای دالبی برای اولین بار در دوبلاژ کرده بودند بر اثر شایعات از پخش ویدئو رسانه جا می‌ماند اما چهارشنبه سوری همان سال از شبکه پویای صدا و سیما که ممیزی‌های سختگیرانه تری هم دارد بدون سانسور پخش می‌شود و شایعه ممنوعیت صدای بهمن مفید را که گروه‌های رقیب بر سر زبان‌ها انداخته بودند روشن می‌سازد که ممنوعیتی برای صداپیشگی بهمن مفید از ابتدا نبوده. تنها ویرایشی که روی آن در پخش صدا و سیما اعمال شد حذف موزیک تیتراژ بود که در نسخه زبان اصلی توسط جنیفر لوپز خوانده بود که در صدابازیگری زبان انگلیسی عصر یخبندان نیز جای کاراکتر (شیرا) یا همان گربه دندان خنجری ماده حرف زده بود که در تیتراژ هم آواز می‌خواند و در هر صورت در ایران این بخش موزیکال اجازه پخش نمی‌یافت. پخش این انیمیشن از شبکه جم نیز بدون کسب اجازه بوده و این دوبله به این شبکه هیچگاه فروخته نشده
مجید حبیبی در سومین جشنواره دوبلاژ نامزد دریافت بهترین مدیر دوبلاژ برای انیمیشن عصر یخبندان۴: شکاف قاره‌ها شد.

### دلایل ترک کردن گلوری انترتیمنت (انجمن گویندگان جوان)
در سال ۱۳۸۶ از طرف انجمن گویندگان جوان انیمیشن جنگل سحرآمیز جهت مدیریت دوبلاژ به مجید حبیبی سپرده می‌شود. بعد از دوبلاژ که دو هفته به طول می‌انجامد و برای اولین بار تمام موزیک‌های اورژینال کار به فارسی برگردانده می‌شوند و بخش زیادی از انیمیشن هم ترانه‌نویسی و با تنبک ضبط می‌شوند و مورد تحسین اعضا و رئیس انجمن قرار می‌گیرد اما کار که ابتدا برای شبکه نمایش خانگی دوبله شده بود جهت پخش به سازمان صدا و سیما سپرده می‌شود. داستان دو شخصیت اصلی فیلم که دو موش خرمایی هستند روایت عاشقانه ای دارد که صدا و سیما فیلم را در صورتی قابل پخش اعلام می‌کند که در دوبلاژ دو کاراکتر مذکور به خواهر و برادر تبدیل بشوند و مجدد بخش زیادی از انیمیشن دوبله شود. مجید حبیبی از این کار قاطعانه امتناع می‌کند، انجمن گویندگان جوان ادامه همکاری با وی را به دوبلاژ دوباره اثر موکول می‌کند که او سر باز می‌زند و همین مورد دلیل اصلی اختلاف و جدایی او از انجمن گویندگان جوان می‌شود.

### برخی آثار دیگر
برخی دیگر از آثاری که او مدیریت دوبلاژ آنها را بر عهده داشته به شرح ذیل است
- باغ مخفی (فیلم ۱۹۹۳)
- پرنسس کوچک (فیلم ۱۹۹۵)
- جنگل سحر آمیز (۲۰۰۱)
- تیل دلقک (۲۰۰۳)
- نهان (فیلم)(۲۰۰۵) در ایران با عنوان جنگنده نامرئی دوبله شده‌است.
- فیبی در سرزمین عجایب (۲۰۰۸)
- مبارز خیابانی (مجموعه بازی)
- سوءاستفاده از جایگاه (فیلم)

همین‌طور مدیریت دوبلاژ تعداد زیادی از انیمیشن‌های ایرانی و سریال‌های پویا نمایی خارجی را نیز بر عهده داشته‌است. از جمله سریال محمد که در آن محمدرضا علیمردانی به جای محمد و مجید حبیبی به جای علی بن ابی‌طالب صداپیشگی کرده‌اند.

## کتاب
مجید حبیبی همچنین کتاب صدابازیگر را دربارهٔ تئوری بازیگری با صدا و معیارهای صدای ماندگار تألیف کرده که مجموعه ای از مقالات وی در مورد هنر صدابازیگری، مصاحبه‌های او با دست‌اندرکاران حرفه ای صنعت صدا و دوبلاژ و تحقیقات و پژوهش‌های وی همراه با چکیده پایان‌نامه دانشگاهی او در مورد بازیگری با صدا در دوبلاژ فیلم، مستند، نریشن برنامه‌های رادیویی، تبلیغاتی و تلویزیونی و همین‌طور صدابازیگری به جای عروسک و آثار موزیکال نمایشی است.

## فیلمشناسی
وی در چندین فیلم سینمایی هم به عنوان صداپیشه و مدیر دوبلاژ و همین‌طور راوی فیلم‌ها حضور داشته‌است که از جمله مهمترین آنها فیلم ماهی و گربه به کارگردانی شهرام مکری و رستم و سهراب به کارگردانی کیانوش دالوند است.
- رستم و سهراب (انیمیشن) (۱۳۹۲). صدای سهراب[۷۳] و افراسیاب و راوی فیلم[۷۴][۷۵]
- پات (۱۳۹۲) مدیر دوبلاژ
- ماهی و گربه(۱۳۹۲) راوی فیلم
- رد کارپت (۱۳۹۳). مدیر دوبلاژ
- ۳۶۰ درجه (۱۳۹۴) صدا پیشه

## اجرای تئاتر
در سال ۱۳۹۳ شایان افکاری با نوشتن نمایشنامه زورو محاکمه می‌شود و با همکاری مجید حبیبی به عنوان صدابازیگر پنج کاراکتر اثر و احسان کرمی به عنوان بازیگر، برای اولین بار پرفورمانسی از بازیگری و صدابازیگری به صورت زنده را روی صحنه نمایش برد که مورد توجه دوستداران هر دو هنر صدابازیگری؛ و بازیگری تئاتر واقع شد. دلیل مهم دیگر استقبال از این اثر نقدها و کنایه‌های سیاسی مستتر در لایه‌های متن بود که نقد و واکنش‌های بسیاری به دنبال داشت. شهرام مکری در بخشی از یادداشت خود برای این اجرا می‌نویسد: مجید حبیبی، صدابازیگر این نمایش بدون شک استعداد زیادی در به‌کارگیری از صدا برای ایفای نقش‌های مختلف این نماش را دارد. دقیقاً به خاطر ندارم اما فکر می‌کنم او در این نمایش به جای شش یا هفت شخصیت با صداها و حس‌های مختلف صحبت می‌کند و کاری می‌کند که با وجود اینکه نمایش در ظاهر یک نمایش تک پرسوناژی است اما تبدیل به نمایشی شود که شما به آسانی احساس حضور باقی کاراکترها در صحنه را داشته باشید. این قدرت حبیبی را قبلاً در دوبله فیلم‌ها و سریال‌های مختلف دیده بودم اما اینکه او بتواند به شکل زنده و هر شب همین کار را بر صحنه تئاتر انجام دهد به واقع کاری فراتر از دوبله کردن و صرفاً استفاده از قابلیت‌های حنجره است
قرمز و دیگران اجرای ۱۳۹۳ نوشته محمد یعقوبی و افرا، یا روز می‌گذرد اجرای ۱۳۹۵ نوشته بهرام بیضایی از جمله دیگر آثار وی در صحنه نمایش است.

## بازی رایانه ای
- فرمانده، ۱۳۹۷، صداپیشه و سرپرست صدابازیگران[۸۴]
- شب‌گرد: طلوع تاریکی، ۱۳۹۳ صداپیشه و سرپرست صدابازیگران[۸۵]
- مبارزه در خلیج عدن، ۱۳۹۲ صداپیشه و سرپرست صدابازیگران
- ذوالفقار، ۱۳۹۲ صداپیشه و سرپرست صدابازیگران
- عصرپهلوانان، ۱۳۸۷ صداپیشه[۸۶]

## آثار موسیقایی
مجید حبیبی چندین قطعه موسیقی را نیز به شکلی غیر متعارف ساخته‌است. علاوه بر آواز و صدابازیگری در این قطعات؛ سرایش ترانه‌ها و ساخت ملودی‌ها هم بر عهده خود وی بوده‌است.
وی از نوجوانی و پس از دوستی با یکی از همکلاسی‌های خود در باشگاه ووشو که گیتار می‌نواخت با فراگیری گیتار کلاسیک با دنیای ساز و سلفژ آشنا شد و پس از آن در اوایل جوانی نزد محمد نوری و علیرضا شفقی نژاد به شکلی جدی تر به تحصل سلفژ و پیانو پرداخت.
موسیقی وی با توجه به پیروی نکردن از سبکی خاص و دوری از قالب‌های متداول موسیقی با نظرات و نقدهای گوناگونی مواجه شده‌است.
محتوای آثار موسیقایی او با توجه به رشته تحصیلی دانشگاهی وی بیشتر دغدغه‌های فرهنگی و اجتماعی در قالب سبکی تلفیقی از موسیقی ملل گوناگون است.
خودش اذعان داشته که فعالیت موسیقاییش زیر شاخه ای از صدابازیگری است و نه خوانندگی و آواز.
«۴ دقیقه و ۴ ثانیه بیشتر»، «صادق باش» و «بررسی قطعات» از جمله آثار موسیقایی وی هستند.

## تیزرهای جنجال‌برانگیز
همه تیزرهایی که در تلویزیون و رادیو حساسیت برانگیز شده‌اند و در پی پخش آنها جنجال و سپس توقیف پخش صورت گرفته، مجید حبیبی به نوعی در آنها یا به عنوان خواننده یا گوینده حضور داشته.
- گوینده تیزر بانک ملت کپی برداری شده از موزیک ویدئو جنیفر لوپز[۸۹]
- گوینده تیزر چای محسن کپی شده از تیزر مشروب کارلتون درافت[۹۰]
- خواننده تیزر موزیکال تن ماهی ایلیکا «من نیازم تو رو هر روز خوردن» کپی برداری و وام گرفته شده از آهنگ و ترانه من نمازم تورو هر روز دیدن از اسفندیار منفردزاده و شهیار قنبری با صدای فریدون فروغی[۹۱]
- خواننده تیزر پنیرهای صباح، کپی شده از آهنگ جنتلمن ساسی[۹۲]
- خواننده و گوینده تیزر محصولات برند چین چین کپی شده از موزیک جان مریم اثر محمد نوری

## خداحافظی با دوبلاژ
مجید حبیبی در ۱۴ تیرماه ۱۴۰۲ با انتشار یک ویدیو در صفحات مجازی خود رسما خداحافظی خود را از عرصه دوبلاژ فیلم و انیمیشن اعلام کرد

## جوایز و نامزدی‌ها

### در حوزه صداپیشگی
نامزد دریافت بهترین صداپیشه در اولین جشنواره دوبلاژ ۱۳۸۹
بهترین صداپیشه در جشنواره دوم دوبلاژ ۱۳۹۰
بهترین صداپیشه در جشنواره سوم دوبلاژ و نامزد دریافت بهترین مدیر دوبلاژ سال ۱۳۹۱
دریافت لوح تقدیر از کارگروه نخبگان فرهنگستان هنر بخاطر صدابازیگری نمایش زورو محاکمه می‌شود در سال ۱۳۹۳ 

### در حوزه ورزش
نایب قهرمانی کشوری در بخش سانشو رشته ووشو(مبارزات آزاد) سال ۱۳۷۹
قهرمانی کشوری در بخش تالو رشته ووشو(فرم و حرکات نمایشی چانگ چوآن) سال ۱۳۸۰